# Туран (Израиль)
Туран (ивр. טורעאן‎, араб. طرعان‎) — местный совет в Северном округе Израиля.
Расположен примерно в 7 км к северу от города Назарет, у подножия горы Туран, на высоте 227 м над уровнем моря. Площадь совета составляет 12,055 км².

## Население
По данным Центрального статистического бюро Израиля, население на начало 2020 года составляло 14 240 человек.
По данным на 2005 год 87,1 % населения составляли арабы-мусульмане и 12,9 % — арабы-христиане.
Динамика численности населения по годам:
| 1955 | 1961 | 1972 | 1983 | 2003   | 2007   | 2010   | 2012   |
| ---- | ---- | ---- | ---- | ------ | ------ | ------ | ------ |
| 1900 | 2300 | 3900 | 5800 | 10 600 | 11 600 | 12 100 | 12 700 |